# Týr
Týr (Туйр, фарер. вимова [tʰʊɪːɹ]) — фарерський гурт, що виник 1998 року. Творчість колективу поєднує важкий метал та народну музику з виразними елементами прогресивного металу. Тематика пісень стосується скандинавської міфології та історії, а назва гурту походить від імені скандинавського бога війни Тюра.

## Учасники
Теперішні
- Гері Йоенсен (Heri Joensen) — спів, гітара
- Тер'ї Скібенес (Terji Skibenæs) — гітара
- Ґуннар Г. Томсен (Gunnar H. Thomsen) — бас-гітара
- Амон Джургус (Amon Djurhuus) — ударні

Колишні
- Юн Йоенсен (Jón Joensen) — спів, гітара
- Пол Арні Голм (Pól Arni Holm) — спів
- Аллан Стреймой (Allan Streymoy) — спів
- Отту П. Арнарсон (Ottó P. Arnarson) — гітара
- Карі Стреймой (Kári Streymoy) — ударні

## Дискографія
Студійні альбоми

Логотип гурту Týr

- How Far to Asgaard (2002; перевидано 2008)
- Eric the Red (2003; перевидано 2006)
- Ragnarok (2006)
- Land (2008)
- By the Light of the Northern Star (2009)
- The Lay of Thrym (2011)
- Valkyrja (2013)
- Hel (2019) [1]
- Battle Ballads (2024)

МА, демо, синґли
- Demo (2000)
- Ólavur Riddararós (2002)

Відео
- "Hail to the Hammer" (2002)
- "Ormurin Langi" (2002)
- "Regin Smiður" (2003)
- "Sinklars Vísa" (2008)
- "Eric The Red" (2006)
- "Hold the Heathen Hammer High" (2009)
- ''Blood of Heroes'' (2013)
- ''The Lay of Our Love'' (2014)
- ''Sunset Shore'' (2019)
- ''Ragnars Kyaedi'' (2019)
- "Dragons Never Die" (2024)